# Religion en France
Selon l'Insee, Conviction religieuse des Français de 18 à 59 ans en 2020-2021 :
- Sans appartenance religieuse (51 %)
- Catholicisme (29 %)
- Autres chrétiens (9 %)
- Islam (10 %)
- Autres religions (1 %)

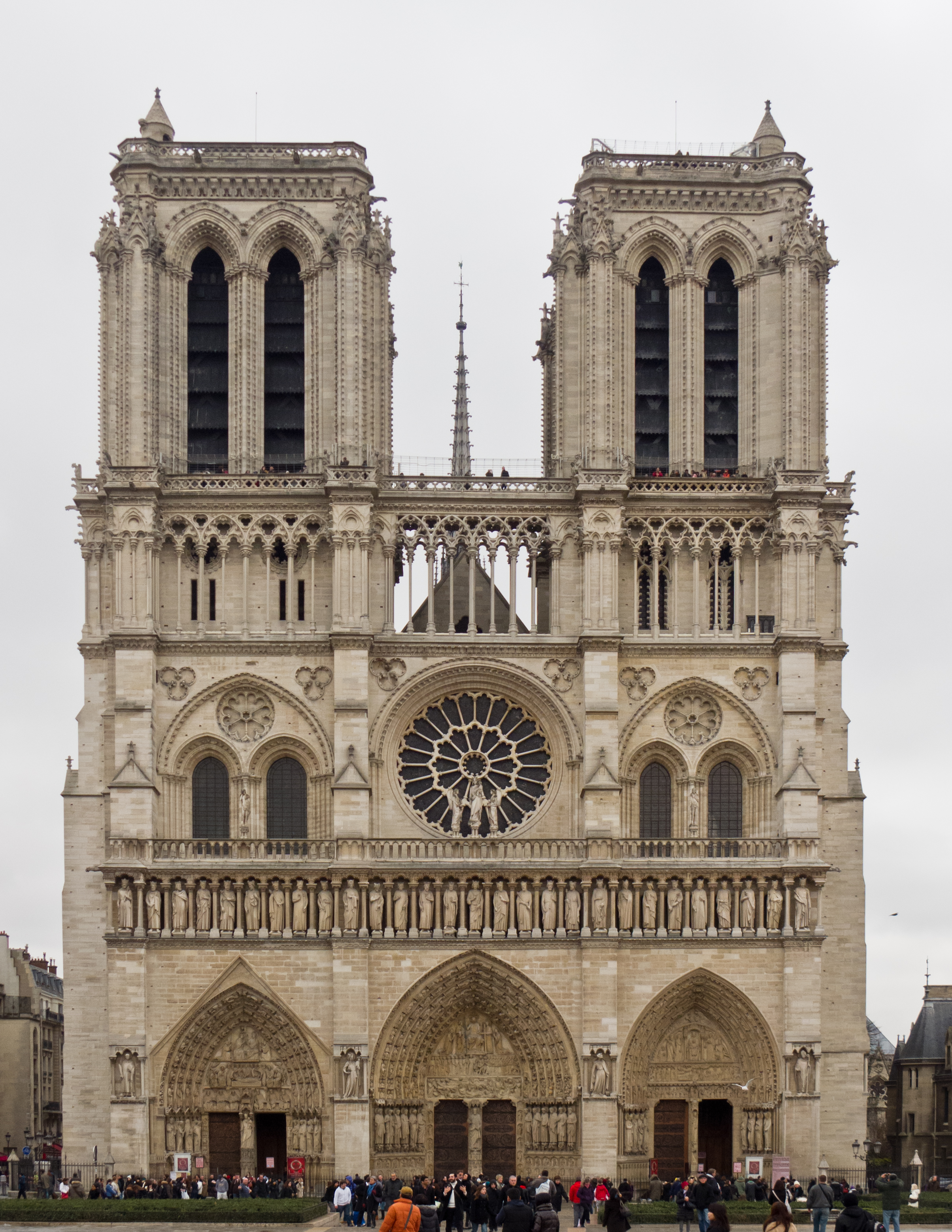
Cathédrale Notre-Dame de Paris, fondée en 1163, monument emblématique du catholicisme, confession chrétienne majoritaire en France mais non officielle depuis 1905.

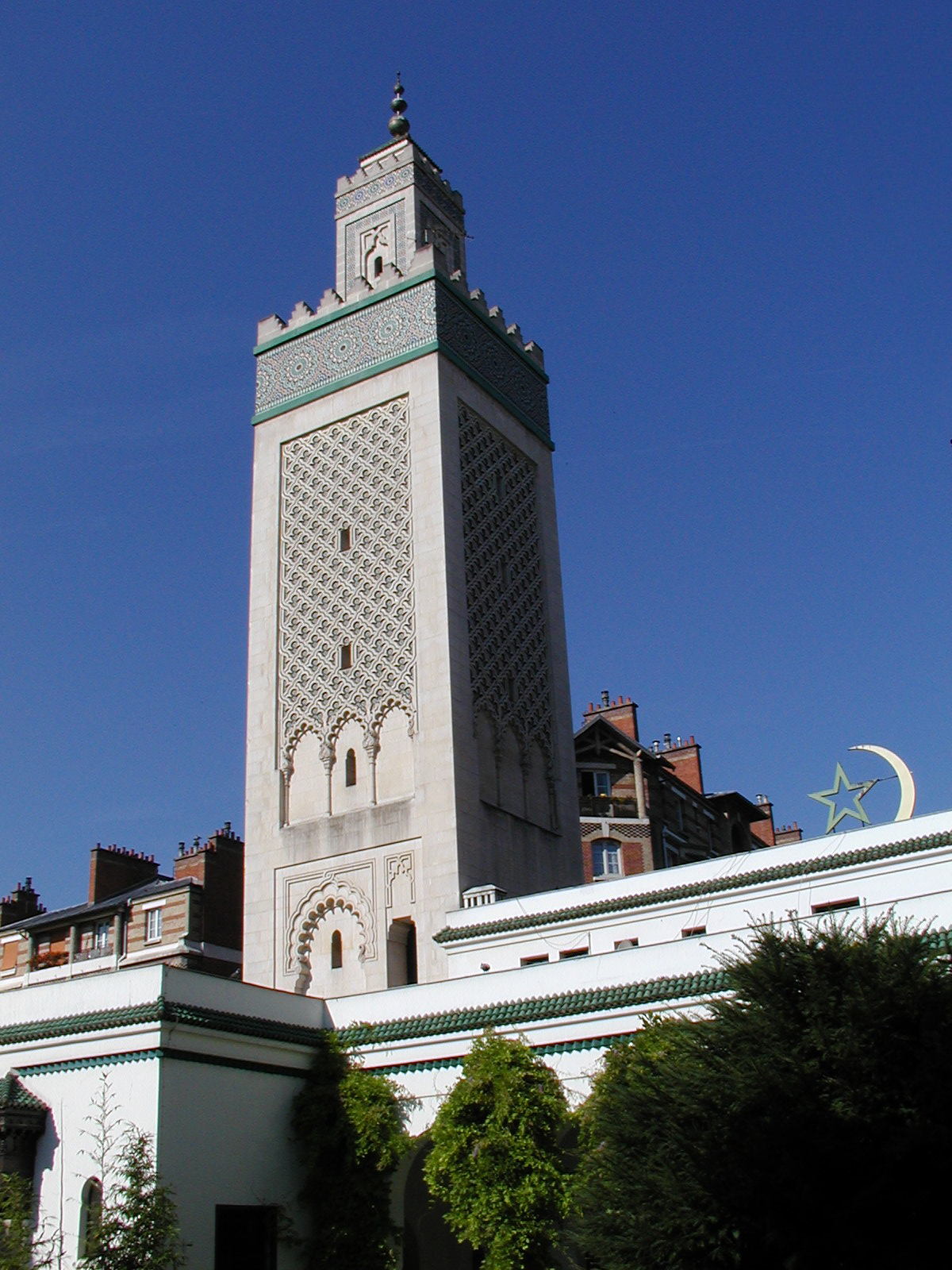
Grande mosquée de Paris, inaugurée en 1926.

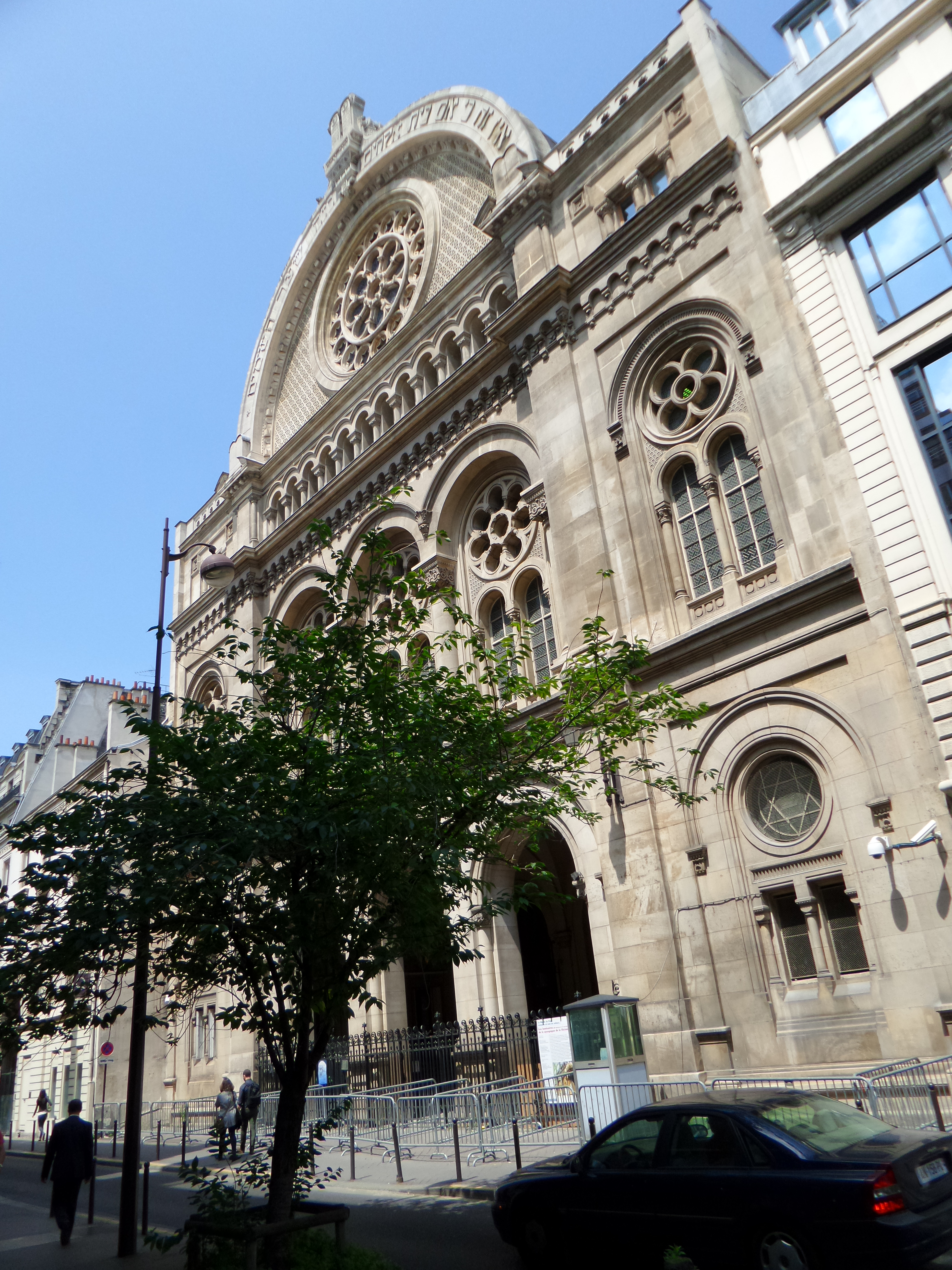
Grande synagogue de Paris, inauguré en 1874.

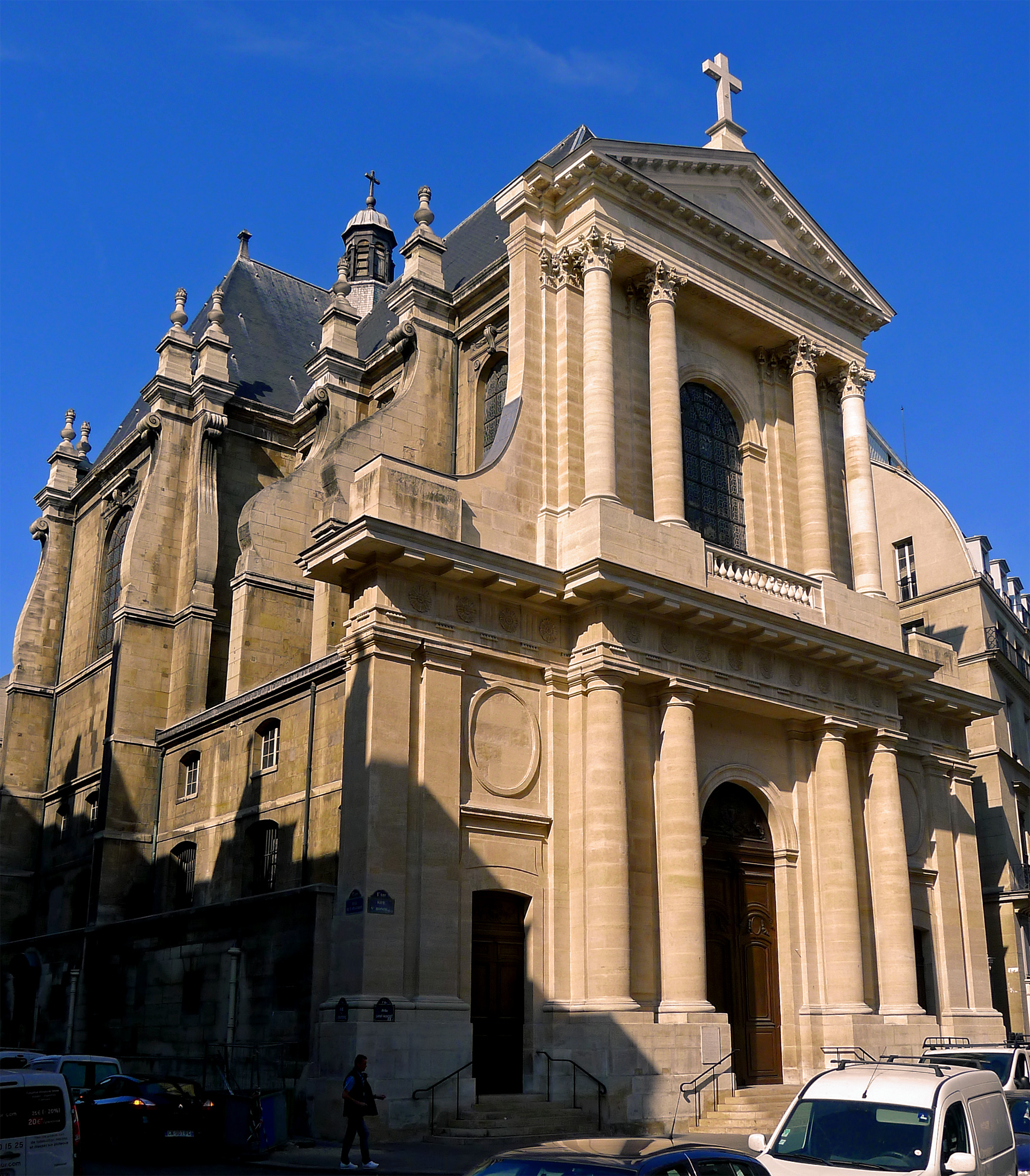
Temple de l’Oratoire du Louvre, protestant depuis 1811.

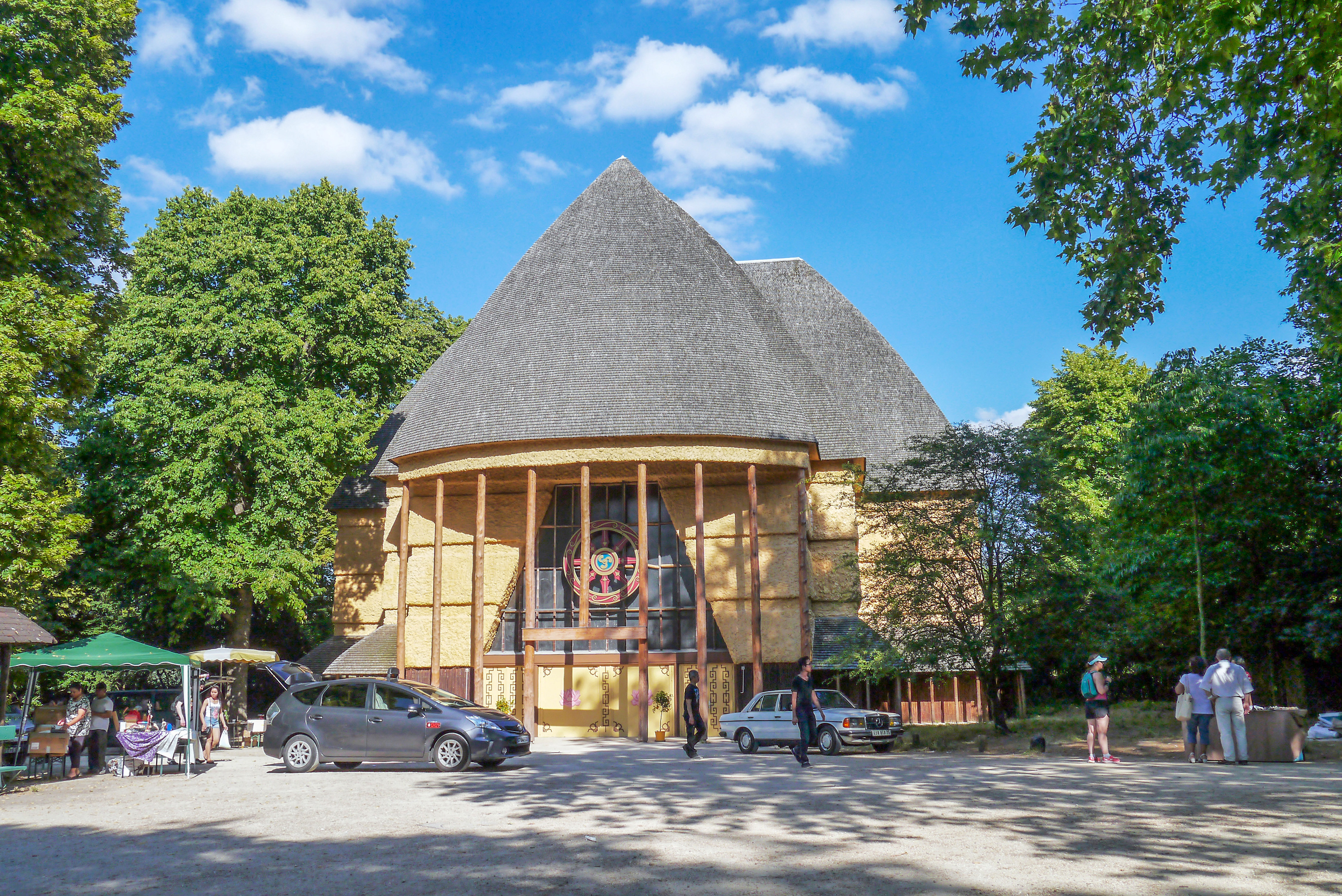
Pagode de Vincennes, bouddhiste depuis 1977.

La pratique religieuse en France est protégée par la Déclaration des droits de l’homme et du citoyen de 1789, tant que sa « manifestation ne trouble pas l'ordre public ». Sa pratique est suivie par le Bureau central des cultes, créé par la loi de séparation des Églises et de l’État du 9 décembre 1905 qui a fait de la France un État laïc. Depuis cette séparation, la République française n’a donc plus de religion d’État ni de religion officielle.
La France ne dispose pas de statistiques officielles qui permettent de comparer les chiffres de chaque communauté religieuse. Les estimations doivent s’appuyer sur des sondages qui restent très incertains.
Une étude réalisée par l’INSEE en 2019-2020 avait trouvé que 51 % des personnes se déclaraient sans religion, 29 % de personnes se déclarant chrétiens catholiques (religion majoritaire) et 9 % se déclarant d’une autre religion chrétienne, 10 % se déclarant musulmans, environ 1 % se déclarant bouddhistes et moins de 1 % se déclarant juifs, parmi les 18 à 59 ans en France métropolitaine,.
Selon une étude de 2015, environ 70 % de la population totale (adultes et enfants compris) de la France métropolitaine est baptisée (87,5 % des plus de 70 ans et seulement 45,9 % des moins de 20 ans). Une enquête de l’IFOP en 2022 révèle de son côté que 80 % des adultes interrogés disent avoir été baptisés dans la religion catholique (59 % de baptisés chez les 18-24 contre 88 % chez les 65 ans et plus).
Cependant, dans l’ensemble, le taux de pratique religieuse y est relativement faible. Le pays compte parmi les moins « religieux » au monde et les plus athées (plusieurs sondages estiment que 40 % des Français se considèrent comme athées, ce qui place la France à la quatrième place mondiale sur ce critère, et que la part de Français ne s’identifiant à aucune religion s’établit à près de 70 %).
Malgré le statut des religions en France, des organismes officiels ont été mis en place à partir de 1996 pour analyser et proposer des moyens de lutter contre le phénomène des sectes, cette mission étant assurée depuis 2002 par la Mission interministérielle de vigilance et de lutte contre les dérives sectaires (Miviludes).

## Législation

### Une République laïque
La République française a, depuis plus d’un siècle, une forte tradition de laïcité. Selon l’art. 2 de la loi de séparation des Églises et de l’État du 9 décembre 1905, « La République ne reconnaît, ne salarie ni ne subventionne aucun culte. En conséquence, à partir du 1er janvier qui suivra la promulgation de la présente loi, seront supprimées des budgets de l'État, des départements et des communes, toutes dépenses relatives à l'exercice des cultes. Pourront toutefois être inscrites aux dits budgets les dépenses relatives à des services d'aumônerie et destinées à assurer le libre exercice des cultes dans les établissements publics tels que lycées, collèges, écoles, hospices, asiles et prisons. Les établissements publics du culte sont supprimés, sous réserve des dispositions énoncées à l'article 3 ».

### Spécificités locales
La loi de séparation des Églises et de l’État ne s’applique pas en Alsace-Moselle qui n’était pas française en 1905, au moment de la séparation, et a imposé à Georges Clemenceau de conserver le régime du concordat, faute de quoi elle demandait à la Société des Nations un référendum pour valider ou non le rattachement. Quatre cultes y sont reconnus : le culte catholique, le culte luthérien de l’Église protestante de la Confession d’Augsbourg d’Alsace et de Lorraine, le culte de l’Église réformée d’Alsace-Moselle et le culte israélite, qui reçoivent un traitement financier de l’État français.
Trois autres territoires français ont un régime dérogatoire.
Les îles de Wallis-et-Futuna sont soumises au régime ancien ; l’Église catholique y est officiellement chargée de l’enseignement.
En Guyane, le régime des cultes qui remonte à Charles X ne reconnaît que le culte catholique. Les prêtres, et eux seuls, sont financés par le département. Après avoir décidé d’arrêter cette rémunération fin avril 2014, le Conseil général s’est vu enjoint de reprendre cette rémunération par le tribunal administratif de Guyane.
Le régime à Mayotte est également spécifique : ses habitants peuvent opter pour un statut personnel dérogatoire au code civil et à la laïcité, réservé aux musulmans originaires de Mayotte (ou éventuellement d’autres îles des Comores ou du nord-ouest de Madagascar). Ils peuvent renoncer à ce statut et choisir le statut de droit commun. Ce statut concerne aussi le droit des successions (discriminations selon la religion des héritiers) et le droit foncier. Cependant depuis l’ordonnance no 2010-590 du 3 juin 2010, la justice touchant le statut personnel n’est plus rendue par des cadis mais par les tribunaux.

### Législation anti-sectes
Dans le contexte de la polémique et de la lutte contre les sectes, qui a pris une ampleur internationale au début des années 1980, la France s’est engagée dans une lutte dont l’objectif fut d’abord de « lutter contre les sectes » puis « de réprimer les dérives sectaires ». La France est un pays laïc donc l’État doit respecter tous les cultes et n’en reconnaître aucun ; les mouvements spirituels sont donc a priori considérés comme licites et seuls leurs délits sont répréhensibles.
Dans ce cadre, plusieurs commissions d’enquêtes ont été initiées à l’Assemblée nationale afin d’enquêter de manière plus approfondie sur le phénomène sectaire. Le gouvernement s’est également doté d’un nouvel organisme interministériel appelé « Mils » quand il était question de « lutte contre les sectes » puis « Miviludes » pour « réprimer les dérives sectaires ».
La commission parlementaire no 2468, présidée par Alain Gest, a publié en 1995 une liste de 173 mouvements jugés sectaires et proposé des modifications de législation qui ont mené au vote de la loi About-Picard en 2001. La liste de sectes, très controversée, a été officiellement abandonnée par la circulaire du 27 mai 2005 relative à la lutte contre les dérives sectaires.
La France est l’un des pays les plus engagés dans cette lutte en Europe et à l’origine de positions controversées qui lui valent quelques critiques, y compris de l’Assemblée parlementaire européenne [réf. souhaitée].

### Lois sur les signes religieux
En 2004, une loi interdisant de porter des signes religieux ostensibles dans les écoles, collèges et lycées publics est promulguée (loi no 2004-228 du 15 mars 2004).
En juin 2009, le député communiste André Gerin déclare : « la burqa n'est pas la bienvenue en France ». Il demande ensuite et obtient en juillet 2009, avec un soutien bipartisan et l’aval du président de la République Nicolas Sarkozy, la création d’une mission d’information parlementaire sur le port du niqab. Cette mission parlementaire est composée de trente-deux députés de différents groupes politiques : 17 députés de l’UMP, 11 socialistes et radicaux, 2 élus du Nouveau centre (NC) et 2 membres du GDR (groupes des députés Verts et communistes). Elle se réunit pendant une durée de six mois afin d’enquêter sur les faits déterminés et d’en faire rapport. Cette mission aboutit le 11 octobre 2010 au vote d’une loi interdisant la dissimulation du visage dans l’espace public, qui ne fait pas d’allusion explicite à la religion.

## Histoire
La première religion connue en France est la religion gauloise. Dès la fin du IIe siècle av. J.-C., l’Empire romain qui a sa propre religion conquit la Gaule narbonnaise puis le reste de la Gaule de 57 à 50 av. J.-C. Le lieu de rassemblement annuel des druides est alors déplacé de Autricum – que Jules César ne cite jamais – à Lutèce (Paris).
À partir de 12 av. J.-C., le titre de Pontifex maximus est porté exclusivement par les empereurs. La fonction de Pontifex maximus, connue depuis 753 av. J.-C. à Rome, est attribuée au chef de la religion romaine. Après le décès de l’empereur Auguste en 14 ap. J.-C., commence le culte impérial appelé « culte d’Auguste ». Mais le refus des juifs et des chrétiens de participer au culte de l’empereur va conduire à leur persécution : en l’an 38 ap. J.-C., le judaïsme est interdit en Italie. Certains Juifs migrèrent alors probablement en Gaule. Divers vestiges, retrouvés pour la plupart dans la vallée du Rhône, attestent de la présence juive au Ier siècle, parmi lesquels une lampe à huile ornée du chandelier à sept branches découverte en 1967 à Orgon,.
La religion gauloise fut interdite par l’empereur Claude (41-54), au motif d’abolition des sacrifices humains et probablement aussi en raison de l’implication de la classe sacerdotale dans les révoltes gauloises.
De 64 à 68, l’empereur Néron commence la persécution anti-chrétienne considérée comme tel. Pour renforcer le lien commun entre les provinces de l’Empire romain, l’empereur Aurélien (270-275) substitue la religion d’État du culte impérial par une religion de l’État : le culte du Sol Invictus.
En 313, l’empereur romain Constantin Ier signe l’édit de Milan qui autorise la liberté de religion et met fin aux persécutions anti-chrétiennes. En 382/383, l’empereur Gratien abandonne le titre de Pontifex maximus. Puis enfin, en 391, l’empereur Théodose Ier signe l’édit de Thessalonique qui interdit l’ensemble des cultes dits « païens » et le culte impérial d’Auguste. Le christianisme devient religion d’État. Après 642, le pape Théodore Ier puis ses successeurs porteront le titre de Pontife.

## Appartenance religieuse des Français

### Études sociologiques et sondages
L’appartenance religieuse est une notion ambiguë, qui recouvre deux réalités distinctes qu’il convient de distinguer : la foi (être croyant) et l’existence d’un sentiment d’appartenance au corps socioreligieux que forme une confession, son histoire et son emprise socioculturelle sur un territoire (être lié à une religion). La plupart des études distinguent ces deux notions, et insistent sur l’importance d’une telle distinction, notamment en ce qui concerne l’interprétation de leurs résultats. Par exemple, l’étude publiée en 2019 par l’Observatoire de la laïcité estime à 37 % la proportion de Français se déclarant croyants (31 % de non-croyants ou athées, 15 % d’agnostiques), mais 48 % des Français se déclarent liés à la religion catholique (34 % se déclarant liés à aucune religion, 7 % ne souhaitant pas répondre). De fait, malgré le recul de la pratique religieuse en France, des millions de Français se déclarant non-croyants se revendiquent en parallèle comme liés à la religion catholique d’un point de vue social mais non religieux, notamment pour des raisons d’héritage historique.
Par principe, la République française s’interdit de poser la question de l’appartenance religieuse dans les recensements légaux, qui sont obligatoires. La priorité reste la protection de la liberté de religion, dans le contexte d’un État républicain laïc. Cette interdiction est affirmée dans l’art. 8 de la loi du 6 janvier 1978 relative à l’informatique, aux fichiers et aux libertés. L’INSEE étudie toutefois l’« état de la pratique religieuse » dans un cadre sociologique. L’INSEE et l’INED co-réalisent notamment une étude intitulée « La pratique religieuse influence-t-elle les comportements familiaux ? », dont la dernière date de 2008.
Les sociologues s’appuient sur plusieurs types d’informations : les sondages commandés par divers organismes sont pris avec précaution car se déclarer catholique ou protestant peut recouvrir des réalités très différentes.
Les chiffres fournis par les Églises et institutions religieuses elles-mêmes sont également utilisés, non seulement pour le nombre de croyants qu’ils revendiquent, mais surtout pour les éléments indiquant les pratiques : régulières comme l’assistance à la messe ou le jeûne du ramadan ou ponctuelle pour les grands évènements tels que mariages et enterrements religieux.
D’autres éléments significatifs sont le choix de l’enseignement confessionnel, la participation à des manifestations de masse telles que les pèlerinages, ainsi que le taux de renouvellement du clergé.

#### Études récentes et évolution
Le site EUREL (site d’information sur les religions réalisé par DRES-Centre national de la recherche scientifique [CNRS] / Université de Strasbourg), fournit une liste à jour des enquêtes et sondages réalisés en France et prenant en compte les religions.
Il est cependant nécessaire d’analyser les résultats avec précaution et de se reporter à la définition précise des nomenclatures opérées par ces études, qui ne se recouvrent pas : la distinction entre « être croyant » et « se sentir lié » à une confession est ainsi essentielle, comme indiqué dans le premier paragraphe de ce chapitre.
| Source (année)                           | Christianisme               | Sans religion                          | Islam | Judaïsme | Sans réponse | Autres  |
| ---------------------------------------- | --------------------------- | -------------------------------------- | ----- | -------- | ------------ | ------- |
| INED (2008-2009) ages 18–50              | 45,5 %                      | 45 %                                   | 8 %   | 0,5 %    | -            | 1 %     |
| Eurobaromètre (2010)                     | 44 %                        | 42 %                                   | 2 %   | 1 %      | 7 %          | 4 %     |
| Ifop (2011)                              | 65 % (46 % non pratiquants) | 25 %                                   | 7 %   | 1 %      | -            | 2 %     |
| CSA (2012)                               | 56 %                        | 32 %                                   | 6 %   | -        | -            | -       |
| Département d’État des États-Unis (2014) | 45 %                        | 45 %                                   | 8 %   | -        | -            | 2 %     |
| CIA World Factbook (2015 est.)           | 63-66 %                     | 23-28 %                                | 7-9 % | 1 %      | -            | 0,5-1 % |
| Eurobaromètre (2015)                     | 54 % (48 % catholiques)     | 40 %                                   | 3 %   | 1 %      | -            | 2 %     |
| Pew Research Center (2017)               | 64 % (46 % non pratiquants) | 28 %                                   | -     | -        | -            | 8 %     |
| Ipsos (2017)                             | 61 % (58 % catholiques)     | 35 %                                   | -     | -        | -            | 4 %     |
| Institut Randstad (2018)                 | 52 % (50 % catholiques)     | 38 % (27 % athées et 11 % agnostiques) | 9 %   | 2 %      | -            | 1 %     |
| Eurobaromètre (2018)                     | 55 % (50 % catholiques)     | 38 % (20 % athées et 18 % agnostiques) | 5 %   | 1 %      | -            | 2 %     |
| European Values Study (2018)             | 34.3 % (32 % catholiques)   | 58 % (aucune religion)                 | 6 %   | 0.5 %    | -            | 0.8 %   |
| Observatoire de la laïcité (2019)        | 52 % (48 % catholiques)     | 34 %                                   | 3 %   | 1 %      | 7 %          | 3 %     |
| Insee (2020) ages 18–59                  | 38 % (29 % catholiques)     | 51 %                                   | 10 %  | -        | -            | -       |
| Pew Research Center (2025),              | 46,5 %                      | 42,6 %                                 | 9,1 % | <1 %     | -            | <1 %    |

Le graphique qui aurait dû être présenté ici ne peut pas être affiché car il utilise l'ancienne extension Graph, désactivée pour des questions de sécurité. Des indications pour créer un nouveau graphique avec la nouvelle extension Chart sont disponibles ici.

### Un catholicisme historique
La religion catholique romaine, en déclin, demeure la religion dominante en France. Intimement liée à la monarchie française depuis le baptême de Clovis en 496 jusqu’à la fin de l’Ancien Régime en 1792, puis sous les différents Empires et les différentes Restaurations, cette Église a eu un rôle considérable dans l’histoire de France, tant sur le plan religieux que politique. Elle a grandement influencé la culture française ; on peut citer ainsi les jours fériés qui sont, pour la plupart des fêtes religieuses catholiques, les cathédrales ou encore les écoles privées dont 90 % sont catholiques. Elle se retrouve aussi inscrite dans l’environnement : hagiotoponymes, multiples édifices religieux à caractère historique, croix et calvaires au bord des routes et chemins, nombreux dans l’Ouest, croix au sommet de montagnes, dans les armoiries et blasons tels que celui de la Vendée.
Après la fin de la Seconde Guerre mondiale, on a assisté en France à une forte diminution de la pratique religieuse au sein des églises. Dans l’Église catholique, les courants traditionalistes ont gagné en vigueur et en influence.
Cette diminution de la pratique religieuse, a été constante depuis les années 1960, allant de pair avec l’érosion des croyances religieuses (voir tableau ci-dessous). Les jeunes catholiques de 18-24 ans se distinguent cependant par un moindre recul de la pratique religieuse, avec 7 % de pratiquants. On observe aussi une rechristianisation de certaines régions telles l’Ouest parisien, liée au regroupement des catholiques pratiquants et à leur taux de fécondité plus élevé que la moyenne.
En 2006, il y avait 5 % de catholiques participant à la messe de façon hebdomadaire en France et 1,5 % en 2021. 52 % des Français se réclamant du catholicisme affirment croire en l’existence de Dieu. Ainsi de nombreux Français se considèrent de culture catholique sans pour autant être pratiquants.

### Protestantisme
Le protestantisme est implanté en France dès les débuts de la Réforme. Il convient de rappeler qu’entre la Réforme protestante (calviniste) française au XVIe siècle, à l’époque de la monarchie exclusivement catholique, et l’édit de tolérance de 1787, le protestantisme français (surtout hors Alsace-Moselle) fut persécuté, puis finalement totalement interdit lors de la révocation de l’édit de Nantes par Louis XIV, en 1685. On appela « huguenots » les protestants français, qui s’enfuirent en masse vers des pays alors majoritairement protestants (Allemagne, Angleterre, Pays-Bas, Suisse, etc.). La plupart de ceux qui étaient restés en France furent contraints de retourner au catholicisme romain dominant (conversions forcées).
Il arrive en troisième position des religions pratiquées en France, avec 3 à 4 % de la population française, alors qu’en 1995 un sondage les estimait à 1,5 %, évolution que le sociologue Jean-Paul Willaime attribue à la croissance des mouvements évangéliques. Les protestants français se répartissent d’une part entre les deux dénominations reconnues officiellement en 1802, les églises luthériennes et les églises réformées, et d’autre part entre les différentes dénominations évangéliques. Les diverses confessions protestantes sont représentées depuis 1905 au sein de la Fédération protestante de France.

### Évangélisme
La fédération des Églises évangéliques baptistes de France est fondée en 1922.
La première convention des Assemblées de Dieu de France a lieu au Havre en 1932, donnant ainsi naissance à l'association française[pas clair].
La fédération des Églises du plein évangile en francophonie est fondée sous le nom d’Alliance spirituelle et fraternelle, dans les années 1960. Le Conseil national des évangéliques de France est fondé en 2010.

### Islam
L’islam est considéré comme la deuxième religion en France après le christianisme. La grande mosquée de Paris est construite après la Première Guerre mondiale pour rendre hommage aux dizaines de milliers de soldats de confession musulmane morts pour la France.
Une étude du Pew Research Center donne le chiffre de 4,7 millions de musulmans en 2010. Selon une étude de l’INED et de l’INSEE publiée en octobre 2010, ce nombre comprendrait 70 000 à 110 000 convertis,,. Le ministère de l’Intérieur chargé des cultes a indiqué en 2010 qu’il y a entre 5 et 6 millions de musulmans en France, estimation obtenue en comptant cette fois-ci pour musulmanes toutes les personnes venant d’un pays à dominante musulmane. Selon le ministère un tiers de ces 5 à 6 millions se déclarent croyants et pratiquants, soit 2 millions, ce qui recoupe le chiffre de l’enquête INSEE/INED d’octobre 2010.

### Judaïsme
Le judaïsme est présent sur le territoire depuis la conquête romaine au Ier siècle et se poursuit jusqu’à nos jours, ce qui en fait l’une des plus anciennes communautés juives d’Europe occidentale.

### Bouddhisme
Après avoir été l'objet d'études et d'ouvrages au XIXe siècle, le bouddhisme se développe en France dans la seconde moitié du XXe siècle, en lien avec la venue de grands maîtres de diverses traditions.[réf. nécessaire]

### Montée de l’irréligion
La montée de l’irréligion (agnosticisme, athéisme, déisme, libre-pensée…) suit un chemin inverse du déclin du catholicisme.
Selon des études réalisées en 2006 et 2007, le nombre de Français sans religion s’élevait à 31 % de la population totale,. Selon une enquête effectuée en 2008-2009 par l’INED, 45 % des Français métropolitains âgés de 18 à 50 ans se déclaraient sans religion.
Selon une étude de WIN/Gallup International de 2012, 63 % des français sont « sans religion » ce qui classait la France comme le quatrième pays du monde les plus athées,.
Évolution de la proportion de personnes « sans religion » en France de 1981 à 2012 :
- 1981 : 10,0 %[63]
- 1990 : 11,0 %[63]
- 1994 : 23,0 %[63]
- 2003 : 26,0 %[64]
- 2007 : 31,0 %[64]
- 2012 : 35,0 %[65] (52 % parmi les 18-34 ans)

D’après une étude publiée en 2013 par le CSA, les personnes se disant « sans religion » pourraient être majoritaires en France d’ici 2033 à 2043 (soit respectivement 20 et 30 ans après cette étude).
Une étude du Pew Forum réalisée en 2015 confirme cette tendance : les personnes sans religion devraient être plus nombreuses que les chrétiens d’ici 2050.
| Année | Christianisme | Sans religion | Islam  | Autres religions |
| ----- | ------------- | ------------- | ------ | ---------------- |
| 2010  | 63,0 %        | 28,0 %        | 7,5 %  | 1,5 %            |
| 2020  | 58,1 %        | 31,9 %        | 8,3 %  | 1,7 %            |
| 2030  | 53,1 %        | 36,1 %        | 9,1 %  | 1,7 %            |
| 2040  | 47,9 %        | 40,5 %        | 9,9 %  | 1,7 %            |
| 2050  | 43,1 %        | 44,1 %        | 10,9 % | 1,9 %            |

En 2021, pour la première fois une majorité de Français déclare ne pas croire en Dieu (51 %) selon un sondage réalisé par l’Ifop pour l’Association des journalistes d’information sur les religions (Ajir).

## Lieux de culte
En 2011, on compte en France 45 000 églises catholiques, 3 000 lieux de culte protestants (dont 1 800 salles évangéliques), 2 400 lieux de culte musulmans (dont 1 800 salles de prière), 280 synagogues et 150 pagodes ou salles de méditation bouddhistes.

## Instances officielles et clergé
Le bureau central des cultes, dépendant du ministère de l’Intérieur, assure les relations entre l’État et les associations cultuelles établies. L'État interagit avec les principales religions en France par des représentants de la Conférence des évêques de France pour l'Église catholique ;
le Consistoire central israélite de France, la Fédération protestante de France, l'Assemblée des évêques orthodoxes de France, l'Union bouddhiste de France et le Forum de l'islam de France.

### Clergé catholique
Depuis les accords Briand/Cerretti de 1924, les évêques sont nommés ainsi : chaque province ou région ecclésiastique établit une liste de prêtres à nommer évêque. La liste est transmise à Rome et avant toute nomination d’un évêque par le pape, le nonce apostolique informe le Ministère des affaires étrangères et celui de l’Intérieur qui font savoir s’ils ont une objection.
La Conférence des évêques de France rassemble l’ensemble des évêques et cardinaux en activité résidant en France métropolitaine et dans les départements d’outre-mer, ainsi que les cardinaux français en retraite résidant en France. Elle a été créée en 1964. Elle est présidée depuis 2019 par l’archevêque de Reims, Éric de Moulins-Beaufort.
Le nombre de prêtres catholiques est en baisse constante : le nombre d’ordinations a été divisé par 10 entre 1950 et 1990 et dès 1980, la célébration de la messe dominicale n’était plus assurée dans la moitié des paroisses en France. 2012 officiaient un peu moins de 7 000 prêtres de moins de 75 ans. 80 à 90 prêtres sont ordonnés chaque année, soit moins d’un par département, quand il en faudrait huit fois plus juste pour couvrir le nombre de décès. Aussi, pour pallier le petit nombre de prêtres, les laïcs sont de plus en plus nombreux à assurer des services dans les paroisses : catéchèse, préparation au mariage, accompagnement des funérailles, mais aussi finances, tenue des registres. Depuis les années 1990, le diaconat a été remis à l’honneur : le nombre d’ordinations de diacres est du même ordre que celui des prêtres, environ 90 par an,.

### Représentants du culte protestant
La Fédération protestante de France est une association loi de 1901 créé en 1905 qui a pour but de représenter et de rassembler les églises et associations protestantes de France. Son président est Christian Krieger depuis juillet 2022. La plus grande Église protestante en France est l’Église protestante unie de France, de confession luthéro-réformée, présidée par la pasteure Emmanuelle Seyboldt depuis 2017.

### Représentants du culte musulman
Le Conseil français du culte musulman, créé en 2003 par le ministère de l’Intérieur, est l’instance représentative du culte musulman en France qui regroupe des membres élus issus des grandes organisations ; la grande mosquée de Paris, le Comité de coordination des musulmans turcs de France, le Rassemblement des musulmans de France et l’Union des organisations islamiques de France, ou indépendants. Elle est présidée par Dalil Boubakeur depuis 2019.
En 2004, à la suite du constat que sur les quelque 1 200 imams du pays, 75 % étaient étrangers et un tiers ne parlaient pas français, des formations devaient être mises en place. Dix ans plus tard, le manque d’imams formés en France amène toujours les communautés soit à laisser œuvrer des bénévoles, soit à faire appel à des imams issus des pays maghrébins ou de Turquie. En 2013, les imams sont environ au nombre de 1800, dont un tiers de rémunérés.

### Représentants du culte juif
Le Consistoire central israélite de France est l’institution représentative de la religion juive de France et nomme le grand rabbin de France. À l’origine créé par Napoléon Ier pour administrer le culte israélite en France sur le modèle des deux autres religions officielles (catholique et protestante), il cesse d’exister comme institution publique officielle à la suite de la séparation des Églises et de l’État en 1905. Il est présidé par Joël Mergui depuis 2008. Haïm Korsia est le grand-rabbin de France depuis 2014.
Le Consistoire ne doit pas être confondu avec le Conseil représentatif des institutions juives de France qui est une association loi de 1901 dont la vocation est de représenter toutes les tendances sociales de la communauté juive française.

### Représentants du culte bouddhiste
L’Union bouddhiste de France (UBF), fondée en 1986, assure les liens entre les associations bouddhistes de France et l’ensemble des pouvoirs publics. Elle a la forme d’une fédération à but non lucratif et apolitique, regroupant des associations et congrégations bouddhistes régies par les lois du 1er juillet 1901 (association loi de 1901) et du 9 décembre 1905, et leurs décrets d’application. Elle est présidée depuis 2021 par Antony Boussemart.